# Kunqu

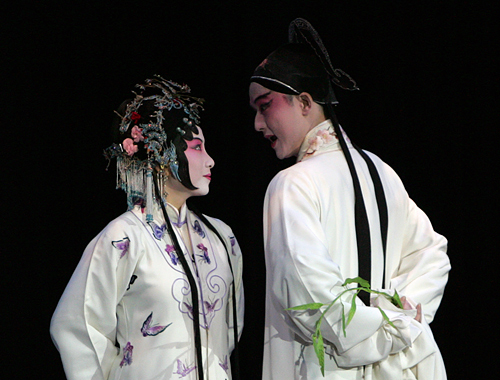
Kunqu

Kunqu (昆曲, "Kun-melodier") är den äldsta fortfarande spelade operaformen i Kina med en historia på 600 år. Från 1500-talet in på 1700-talet var den helt dominerande och den ses som förfader till många av de nyare lokala operaformerna, exempelvis Pekingopera. Kunqu förlorade snabbt popularitet i slutet av kejsartiden men spelas fortfarande på flera håll i landet. Kunqu blev 2001 av Unesco utsedd till Kinas första immateriella världsarv.